# 2020年東京オリンピックのフランス選手団
2020年東京オリンピックのフランス選手団(2020年とうきょうオリンピックのフランスせんしゅだん、仏: France aux Jeux olympiques de tokyo de 2020)は、2021年7月23日から8月8日にかけて日本の首都東京で開催された2020年東京オリンピックのフランス選手団、およびその競技結果。

## メダル
| メダル | 選手名 | 競技             | 種目                            | 日付    |
| ------ | --- | ---------------- | ------------------------------- | ------- |
| 金     | ロマン・カノーヌ | フェンシング     | 男子エペ個人                    | 7月25日 |
| 金     | クラリス・アグベニェヌ | 柔道             | 女子63kg級                      | 7月27日 |
| 金     | ユーゴ・ブシェロン マチュー・アンドロディアス | ボート           | 男子ダブルスカル                | 7月28日 |
| 金     | クラリス・アグベニェヌ アクセル・クレルジュ ロマヌ・ディッコ テディ・リネール サラ＝レオニー・シジク ギヨーム・シェヌ ほか5名 | 柔道             | 男女混合団体戦                  | 7月31日 |
| 金     | エルワン・ル＝ペシュー エンゾ・ルフォール ジュリアン・メルティーヌ マキシム・ポティ | フェンシング     | 男子フルーレ団体                | 8月1日  |
| 金     | ジャン・キカンポワ | 射撃             | 男子25mラピッドファイアピストル | 8月2日  |
| 金     | ステバン・ダ・コスタ | 空手             | 男子組手67kg級                  | 8月5日  |
| 金     | ハンドボールフランス代表： ネディム・レミリ ロメン・ラガルド メルビン・リシャールソン ディカ・メム ニコラ・トゥルナ バンサン・ジェラール ニコラ・カラバティッチ カンタン・マエ ヤン・ジャンティ ティモテ・エンゲサン リュック・アバロ ミカエル・ギグー ルカ・カラバティッチ リュドビク・ファブレガス ユーゴ・ドスカ バランタン・ポルト                                                                           | ハンドボール     | 男子                            | 8月7日  |
| 金     | バレーボール男子フランス代表： バルテレミ・シネニエズ ジェニア・グルベニコフ ジャン・パトリ ベンジャミン・トニウッティ ケバン・ティリ イアルバン・ヌガペト アントワーヌ・ブリザール ステファン・ボワイエ ニコラ・ル・ゴフ ダリル・ビュルトール トレボール・クレブノ ヤシヌ・ルアティ | バレーボール     | 男子                            | 8月7日  |
| 金     | ハンドボール女子フランス代表： メリーヌ・ノカンディ ブランディーヌ・ダンセット ポリーヌ・コアタネア クロエ・バランティニ アリゾン・ピノー コラリー・ラスルス グラース・ザーディ・デュナ アマンディーヌ・レイノー カリディアトゥ・ニアカテ クレオパトル・ダルルー オセアーヌ・セルシアン＝ユゴラン ローラ・フリップス ベアトリス・エドウィジ ポレタ・フォッパ エステル・ンズ・マンコ アレクサンドラ・ラクラベール | ハンドボール     | 女子                            | 8月8日  |
| 銀     | アマンディーヌ・ブシャール | 柔道             | 女子52kg級                      | 7月25日 |
| 銀     | サラ＝レオニー・シジク | 柔道             | 女子57kg級                      | 7月26日 |
| 銀     | ローラ・タラントラ クレール・ボベ | ボート           | 女子軽量級ダブルスカル          | 7月29日 |
| 銀     | マドレーヌ・マロンガ | 柔道             | 女子78kg級                      | 7月29日 |
| 銀     | アニータ・ブラズ アストリッド・ギュヤール ポーリーヌ・ランビエ イザオラ・ティブス | フェンシング     | 女子フルーレ団体                | 7月29日 |
| 銀     | シャルリーヌ・ピコン | セーリング       | 女子RS:X                        | 7月31日 |
| 銀     | トマ・ゴヤール | セーリング       | 男子RS:X                        | 7月31日 |
| 銀     | 7人制ラグビー女子フランス代表： セラフィヌ・オカンバ アンヌ＝セシル・シオファニ クロエ・ペレ クロエ・ジャケ ジャド・ユリュテュル ファニー・オルタ コラリ・ベルトラン カミーユ・グラシノー カルラ・ネザン カロリーヌ・ドルアン シャノン・イザール リナ・ゲラン | ラグビー         | 女子7人制ラグビー               | 7月31日 |
| 銀     | サラ・バルゼ セシリア・ベルデ マノン・ブルネ シャルロット・ルンバック | フェンシング     | 女子サーブル団体                | 7月31日 |
| 銀     | フローラン・マナドゥ | 競泳             | 男子50m自由形                   | 8月1日  |
| 銀     | ケビン・マイヤー | 陸上             | 男子十種競技                    | 8月5日  |
| 銀     | バスケットボールフランス代表： フランク・ニリキナ ティモテー・ルワウ＝キャバロ トマ・ウルテル ニコラ・バトゥーム グエルション・ヤブセレ エバン・フォーニエ ナンド・デ・コロ バンサン・ポワリエ アンドレウ・アルビシ ルディ・ゴベール ペトル・コールネリ ムスタファ・ファル | バスケットボール | 男子                            | 8月7日  |
| 銅     | ルカ・ムヘイゼ | 柔道             | 男子60g級                       | 7月24日 |
| 銅     | マノン・ブリュネ | フェンシング     | 女子サーブル個人                | 7月26日 |
| 銅     | アルテア・ロラン | テコンドー       | 女子67kg超級                    | 7月27日 |
| 銅     | ロマヌ・ディッコ | 柔道             | 女子78kg超級                    | 7月30日 |
| 銅     | テディ・リネール | 柔道             | 男子100kg超級                   | 7月30日 |
| 銅     | カッサンドル・ボーグラン ドリアン・コナン バンサン・ルイ レオニー・ペリオー | トライアスロン   | 混合リレー                      | 7月31日 |
| 銅     | ニコラ・トゥゼン カリム・フローラン・ラグア クリストフェー・シクス | 馬術             | 総合馬術団体                    | 8月2日  |
| 銅     | フロリアン・グランボ ラヤン・エラル セバスチャン・ビジエ | 自転車           | 男子チームスプリント            | 8月3日  |
| 銅     | カミーユ・ルコワントル アロイズ・ルトルナズ | セーリング       | 女子470級                       | 8月4日  |
| 銅     | ドナバン・グロンダン バンジャマン・トマ | 自転車           | 男子マディソン                  | 8月7日  |
| 銅     | バスケットボール女子フランス代表： マリーヌ・フォトゥックス アンデネ・ミヤン アレクシア・シャルテロー サンドリーヌ・グルダ エレーナ・シアク サラ・ミシェル バレリアーヌ・ビュコザブリェビッチ イリアーナ・リュペール ガビ・ウィリアムズ マリヌ・ジョアネス アリックス・デュシェ ディアンドラ・チャチュアン | バスケットボール | 女子                            | 8月7日  |

## 種目別選手

### 空手

#### 男子
- スティーブン・ダ・コスタ（英語版）
  - 組手67キロ級

### サーフィン
- ミシェル・ブーレ（英語版）

### サッカー
- サッカーフランス代表（男子）

### ハンドボール
- 女子[1]